# Daniel Wyttenbach

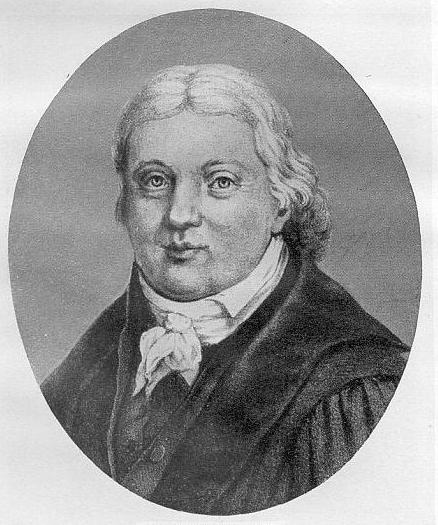
Daniel Albert Wyttenbach

Daniel Albert Wyttenbach (* 7. August 1746 in Bern; † 17. Januar 1820 in Oegstgeest) war ein Schweizer Philologe.
Daniel Wyttenbach wurde geboren als Sohn des Theologen David Samuel Daniel Wyttenbach. Er war Professor am Athenaeum Illustre Amsterdam. 1799 bis 1818 war er Professor an der Universität Leiden. Die Königlich Niederländische Akademie der Wissenschaften (damals Koninklijk Instituut) nahm ihn 1808 als ordentliches Mitglied auf. 1811 wurde er zum korrespondierenden Mitglied der Göttinger Akademie der Wissenschaften und 1814 zum auswärtigen Mitglied der Académie des Inscriptions et Belles-Lettres gewählt. Die Académie royale de Bruxelles (Classe des Lettres et des Sciences morales et politiques) wählte ihn 1816 zum Mitglied.
In hohem Alter heiratete er seine Nichte Daniel Jeanne Wyttenbach.